# Witoszewo
Witoszewo [pronunciación en polaco: /vitɔˈʂɛvɔ/] (alemán Kunzendorf ) es un pueblo ubicado en el distrito administrativo de Gmina Zalewo, dentro del condado de Iława, Voivodato de Varmia y Masuria, en el norte de Polonia. Se encuentra a unos 7 kilómetros al oeste de Zalewo, a 27 kilómetros al norte de Iława, y a 66 kilómetros al oeste de la capital regional Olsztyn.
El pueblo tiene una población de 240 habitantes.